# طوفان (فیلم ۱۹۲۸)
طوفان (انگلیسی: Tempest) فیلمی در ژانر درام به کارگردانی سام تیلور و لوئیس مایلستون است که در سال ۱۹۲۸ منتشر شد. از بازیگران آن می‌توان به جان باریمور و جورج فاست اشاره کرد.